# Хайме II Арагонски
Хайме II Справедливи (на испански: Jaime II el Justo) е 12-и крал на Арагон като Хайме II (от 1291), крал на Сицилия като Хайме I (1285 – 1296), граф на Барселона, Жерона, Осона и Бесала от 1291 г., крал на Сардиния и Корсика като Джакомо I от 1324 г.

## Произход
Роден е на 10 август 1267 г. във Валенсия като втори син на Педро III Арагонски, крал на Арагон, и Констанца Сицилианска, дъщеря на краля на Сицилия Манфред фон Хоенщауфен  и първата му съпруга Беатриса Савойска.

## Биография
На 18 юни 1291 г. големият му брат Алфонсо III неочаквано умира без наследници. В резултат на това крал на Арагон, Валенсия и Майорка става Хайме II. Съгласно завещанието на брат си Хайме е длъжен да предаде сицилианската корона на малкия си брат Федериго, но той отказва да изпълнява завещанието, желаейки да съхрани за себе си и Сицилия.
Умира на 2 ноември 1327 г. в Барселона на 60-годишна възраст. Наследен е от сина си Алфонсо IV Арагонски.

## Брак и потомство
Жени се четири пъти:
∞1. 1 декември 1291 за Исабела Кастилска (1283 – 24 юли 1328), дъщеря на Санчо IV, крал на Кастилия и Леон, и Мария Алфонсо де Молина. Папа Бонифаций VIII не дава разрешение за брака по причина близко родство. През 1295 г. бракът е развален.
∞ 2. 29 октомври 1295 във Вилябертан за Бланш Анжуйска (1280 – 14 октомври 1310), дъщеря на Шарл II Анжуйски, крал на Неапол, и Мария Арпад, от която има 10 деца:
- Хайме Арагонски (29 септември 1296 – 20 май 1334); инфант на Арагон; през 1319 г. се отрича от правата на арагонския престол, рицар от ордена на Йоанитите
- Алфонсо IV Арагонски (януари 1299 – 24 януари 1336), граф на Урхел от 1314, 13-и крал на Арагон, Валенсия и Сардиния, граф на Барселона, Жерона, Осона от 1327 г.; ∞ 1. 10 ноември 1314 в Катедралата на Лерида за Тереза д'Ентенса (ок. 1300 – 1327, Сарагоса), графиня на Урхел, от която има 5 сина и 2 дъщери 2. 5 февруари 1329 в Катедралата на Тарагона за Елеонор Кастилска (1307 – 1359), от която има двама сина.
- Мария Арагонска (1299 – 1327); ∞ 1311 в Калатавуд за Педро Кастилски (1290 – 25 юни 1319), инфант на Кастилия, сеньор де лос Камерос, син на Санчо IV Кастилски, от когото има 1 дъщеря
- Констанца Арагонска (1 април 1300 – 19 август 1327); ∞ 5 април 1312 в Хатива за Хуан Мануел Кастилски (5 май 1282 – 13 юни 1348), сеньор на Вилена и Ескалона, от когото има 2 дъщери.
- Исабела Арагонска (1302 – 1330), чрез брак кралица на Германия; ∞ за австрийския ерцхерцог и германски крал Фридрих Красивия, от когото има 1 син и 2 дъщери
- Хуан Арагонски (1304 – 1334), латински патриарх на Александрия
- Педро Арагонски (1305 – 1381), граф на Рибагорса като Педро IV; ∞ за Жана дьо Фоа-Беарн,от която има 2 сина и 1 дъщеря
- Бланка Арагонска (1307 – 1348), монахиня в манастира в Сихена
- Раймон Беренгер Арагонски (1308 – 1366), 1-ви граф на Прадес (1324 – 1341), граф на Емпурия (1341 – 1364), ∞ 1. 1327 за 1-вата си братовчедка Бианка от Таранто, дъщеря на чичо му по майчина линия Филип I от Таранто, принц на Таранто, деспот на Епир, принц на Ахая, титулярен император на Константинопол, от която има 2 дъщери 2. 1338 във Валенсия за братовчедка си Мария Алварес де Ехерика, дъщеря на Хайме Арагонски, барон на Херика, от която има 1 син.
- Виоланта Арагонска (1310 – 1353), ∞ 1. за Филип Анжуйски, деспот на Романия, син на Филип I от Таранто 2. Лупо де Луна, господар на Сегорбе

∞ 3. 27 ноември 1315 в Жерона за Мария дьо Лузинян (1273 -10/22 април 1319), дъщеря на Юг III дьо Лузинян, крал на Кипър, и Изабел дьо Ибелин, от която няма деца.
∞ 4. 25 декември 1325 в Тарагона за Елисенда де Монкада (ум. 1364), дъщеря на Педро де Монкада, сеньор на Айтоа и Сосес, и на Елисенда де Пино, от която няма деца.
Има три извънбрачни деца:
От Лукреция има двама сина:
- Санчо
- Хайме (1291 – 1351), ∞ 1. Джакомина Гуерао от Майорка 2. Руча от Сардиния

От Геролда има един син:
- Наполеон Сицилиански (1288 – ?), господар на Джойоза Гуардия, ∞ за дъщерята на Гулиелмо Роберто от Майорка.